# Juha Vakkuri
Juha Ilkka Vakkuri, född 2 december 1946 i Helsingfors, död 8 mars 2019 i samma stad, var en finländsk författare och radioman.
Vakkuri var under åren 1983–1997 verksam som programchef vid Yleisradio. Under 1970-talet hade Vakkuri. olika uppgifter inom FN:s utvecklingsarbete i Afrika, en tid som präglat mycket av hans författarskap. Afrikanska motiv återfinns bland annat i romanerna Neljän polven puu (1980) och Paratiisitango (1993), samt rapportböckerna Mustavalkoinen Afrikka (1973) och Muutoksen tuuli (1979). I produktionen ingår även diktsamlingar, kortprosa och dramatik. Vakkuri grundade år 2000 det finländsk-afrikanska kulturinstitutet Villa Karo i Grand Popo i Benin, där många finländska konstnärer och författare vistats som stipendiater.

## Utmärkelser
- Femte graden av Terra Mariana-korsets orden,  9 maj 2014[4]

[Redigera Wikidata]